# Fönsterkrinum
Fönsterkrinum (Crinum moorei) är en art i krinumsläktet från Sydafrika. I det vilda växer den på fuktiga platser i skugga. Arten odlas ibland som krukväxt.

## Beskrivning
Lök 15–19 cm i diameter med en lökhals, så kallad falsk stam, som blir mellan 30 och 130 cm lång. Blad 65–150 cm långa, 6–10 cm breda, bandlika. Blomstjälk 45–10 cm. Blommor 5–10, trattformade, mer eller mindre doftlösa, rosa till vita.
En liknande art är änglakrinum (C. jagus) som dock har kort lökhals eller saknar den helt. Dess blommor är skaftlösa och dessutom doftande.
Artepitetet moorei är efter Dr. D.Moore som arbetade på Glasnevin Botanical Gardens, Dublin, och var den som introducerade arten i Europa.

## Sorter
- 'Album' ('Schmidtii') - blommor rent vita med kontrasterande svarta ståndarknappar. Svagt doftande. Det förekommer flera kloner under detta namn.
- 'Mediopictum' - har blad med gulgrön mittstrimma och med ytterligare strimmor längs kanterna.
- 'Moore Stripes' - blad strimmiga i gulgrönt och vitt. Blommor blekrosa, senare vita med svarta ståndarknappar.
- 'Mousey Pink'
- 'Star Burst'
- 'Variegatum' - bladen är strimmiga i grönt och gröngult.

## Odling
Placeras ljust men med skydd för direkt sol. Planteras i väldränerad jord i en stor kruka. Vuxna exemplar kan behöva 120-150-liters urna. Vattnas regelbundet och de skall helst inte torka ut helt, vintertid något torrare. Arten vissnar inte ner som en del andra arter, utan har blad hela året, även om den inom ett år byter ut alla blad. Rumstemperatur, övervintras helst svalt 10-16°C. Svag gödning regelbundet under tillväxtsäsongen. Förökas genom delning eller frön.

## Synonymer
- Amaryllis moorei (Hook.f.) Stapf
- Crinum colensoi Baker
- Crinum imbricatum Baker
- Crinum mackenii Baker
- Crinum makoyanum Carrière
- Crinum natalense Baker
- Crinum schmidtii Regel